# Hafellia pleiotera
Hafellia pleiotera är en lavart som först beskrevs av Gustaf Malme och fick sitt nu gällande namn av Bernhard Marbach. 
Hafellia pleiotera ingår i släktet Hafellia och familjen Physciaceae. Inga underarter finns listade i Catalogue of Life.